# Formula di Rodrigues
Nella teoria delle rotazioni tridimensionali, la formula di Rodrigues è un efficiente algoritmo per ruotare un vettore nello spazio, dato un asse e un angolo di rotazione, ottenuto dal matematico francese Olinde Rodrigues. Per estensione, questo metodo può essere usato per trasformare i tre vettori di una base, e quindi per calcolare la matrice di rotazione corrispondente alla rappresentazione asse-angolo. In altri termini, la formula di Rodrigues può essere usata per calcolare la mappa esponenziale da so(3) a SO(3) in modo alternativo alla definizione di matrice esponenziale.
Se v è un vettore tridimensionale e k è il vettore unitario che descrive l'asse di rotazione attorno al quale vogliamo ruotare v di un angolo θ (secondo il verso stabilito con la regola della mano destra), allora la formula di Rodrigues è:
{\displaystyle \mathbf {v} _{\mathrm {rot} }=\mathbf {v} \cos \theta +(\mathbf {k} \times \mathbf {v} )\sin \theta +\mathbf {k} (\mathbf {k} \cdot \mathbf {v} )(1-\cos \theta ).}